# (6226) Paulwarren
(6226) Paulwarren (1981 EY18) – planetoida z pasa głównego asteroid okrążająca Słońce w ciągu 3,29 lat w średniej odległości 2,21 j.a. Odkryta 2 marca 1981 roku.